# Hyperkatalex
Hyperkatalex är en ofullständig versfot, bestående av en obetonad stavelse i slutet av en versrad. Ordet kommer av grekiska hypér, "utöver", och katalégo, "räkna upp".
Om en versrad varken består av någon hyperkatalex, eller katalex, är versraden akatalektisk.